# Hellgrauer Eckflügelspanner

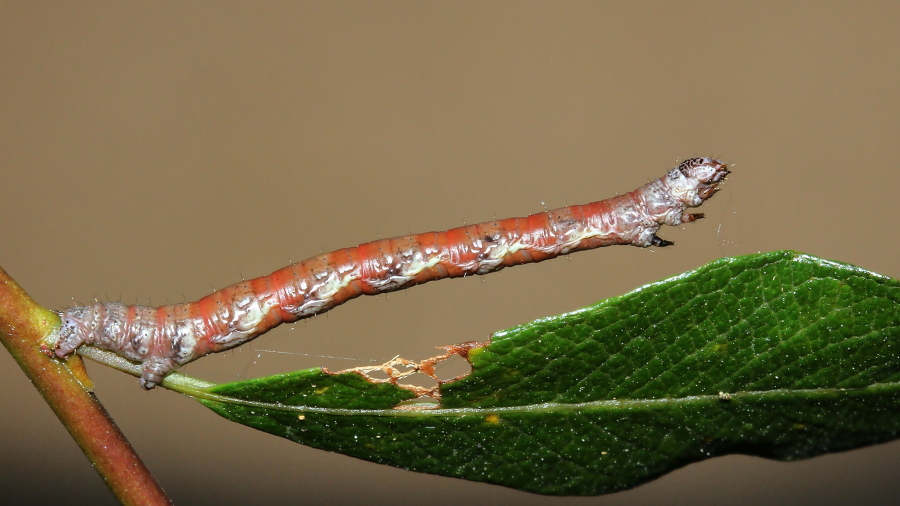
Raupe

Der Hellgraue Eckflügelspanner (Macaria notata), auch Birken-Eckflügelspanner genannt, ist ein Schmetterling (Nachtfalter) aus der Familie der Spanner (Geometridae).

## Merkmale
Die Flügelspannweite der Falter beträgt ungefähr 28 bis 32 Millimeter. Die Vorderflügel haben eine weiß glänzende Grundfarbe. Gewöhnlich verlaufen drei Querlinien über die Flügel. Unterhalb der dritten Querlinie befindet sich ein schwarzes Fleckenmuster. Die Raupen sind bräunlich gefärbt.

## Ähnliche Arten
Folgende Schmetterlingsarten ähneln Macaria notata:
- Macaria alternata
- Macaria liturata
- Macaria signaria

## Verbreitung
Die Art ist holarktisch. Sie ist in Europa weit verbreitet. In Nordamerika erstreckt sich das Verbreitungsgebiet von Nova Scotia bis nach British Columbia und den Nordwest-Territorien sowie im Süden bis nach North Carolina, Colorado und Oregon.

## Lebensweise
Die Art kommt in Misch- und Laubwäldern vor. Sie bildet in Mitteleuropa zwei Generationen, in Nordamerika zumeist eine einzige Generation pro Jahr. In Mitteleuropa dauert die Flugzeit des Hellgrauen Eckflügelspanners gewöhnlich von April bis Juni sowie von Juli bis August. Die Schmetterlinge sind nachtaktiv. Die Raupen fressen an den Blättern verschiedener Laubbäume, darunter Birken (Betula), Erlen (Alnus), Salweide (Salix caprea), Hasel (Corylus avellana) und Schlehe (Prunus spinosa). Die Puppe überwintert.

## Taxonomie
In der Literatur finden sich folgende Synonyme:
- Chiasmia notata (Linnaeus, 1758)
- Semiothisa notata (Linnaeus, 1758)
- Phalaena notata Linnaeus, 1758
- Philobia ulsterata Pearsall, 1913
- Semiothisa ulsterata
- Macaria ulsterata